# Ceresa affinis
Ceresa affinis är en insektsart som beskrevs av Leon Fairmaire. Ceresa affinis ingår i släktet Ceresa och familjen hornstritar. Inga underarter finns listade i Catalogue of Life.